# 水形物语 (歌曲)
《水形物语》是中国男歌手周深为第90屆奧斯卡金像獎最佳電影《水底情深》演唱的中文推广曲。此曲获得QQ音乐巅峰人气榜日榜冠军。歌曲于2018年3月13日作为数字单曲发布。

## 背景和风格
《水形物语》是一部美国奇幻爱情电影，在2018年获得第90屆奧斯卡金像獎十三项提名，获得最佳影片等四项大奖。故事讲述的是一个哑女和一个两栖类人生物之间的不被普通人理解的爱情。周深演唱的同名中文推广曲，从哑女的角度，把她没有能力去说出来的一些话，透过这首歌来告诉大家。
2018年3月13日，歌曲〈水形物语〉在音乐平台作为单曲发布。同时发布的还有歌曲的MV，由电影中的画面构成。
2018年3月14日《水形物语》这部电影的首映礼上，周深现场演唱了这首歌曲，英文网站对此亦有提及。
2020年1月28日，东方卫视《我们的歌贺岁金曲歌会》上，周深演唱了〈水形物语〉等歌曲，这个现场演唱版本在QQ音乐上线15小时即获得30万票。上线23小时评论弹幕数突破9999，上线98小时票数突破100万票。周深也凭借《我们的歌》中演唱的歌曲，获得了微博明星短视频播放量周冠军。

## 创作者
以下内容整理自豆瓣音乐和QQ音乐：
- 演唱：周深
- 作词：祁辛/崔克檐
- 作曲：祁辛/崔克檐
- 编曲：Jiano冼嘉宁/解男
- 混音：郭钟
- 吉他：陈卉/Jiano冼嘉宁
- 弦乐：国际首席爱乐乐团
- 制作人：祁辛
- 监制：金楠
- 音乐发行：北京卓然声声文化传媒有限公司
- 流派: #国语流行 Mandarin Pop
- 专辑类型: 单曲
- 介质:
- 发行时间: 2018-03-13

## 排行榜
| 歌曲名称          | 排行榜 （2020年） | 种类 | 最高排名 |
| ----------------- | ----------------- | ---- | -------- |
| 《水形物语》 周深 | QQ音乐巅峰人气榜  | 日榜 | 1        |
| 《水形物语》 周深 | QQ音乐巅峰人气榜  | 周榜 | 2        |
| 《水形物语》 周深 | QQ音乐综艺新歌榜  | 周榜 | 16       |

| 歌曲名称          | 排行榜 （2018年） | 种类 | 最高排名           |
| ----------------- | ----------------- | ---- | ------------------ |
| 《水形物语》 周深 | 亚洲新歌榜        | 周榜 | 3                  |
| 《水形物语》 周深 | 华夏原创金曲榜    | 周榜 | 4                  |
| 《水形物语》 周深 | QQ音乐内地榜      | 周榜 | 9                  |
| 《水形物语》 周深 | 中国TOP排行榜     | 周榜 | 11 （上榜周数：2） |

## 重要演出
- 2018年3月14日，电影《水形物语》北京首映礼。
- 2018年5月-2019年7月，周深“深空间”首轮个人巡回演唱会上海、武汉、成都、北京、深圳、杭州各站。
- 2018年6月23日，宿州汴河小镇音乐节。
- 2018年9月1日，长沙碧桂园湖湘梦想与家感恩盛典现场。
- 2018年10月24日，都匀中投蝴蝶谷明星演唱会。
- 2019年6月12日，新加坡“客逢狮城献温情慈善演唱会”。
- 2020年1月28日，东方卫视《我们的歌贺岁金曲歌会》[24]。